# Massiola
Massiola (piemontesisch: Maciola) ist eine Gemeinde in der italienischen Provinz Verbano-Cusio-Ossola (VB) in der Region Piemont.

## Lage und Einwohner
Massiola liegt 27 km westlich von der Provinzhauptstadt Verbania entfernt und hat eine Fläche von 8 km². Zu Massiola gehören die Fraktionen (Frazioni) Marmo und Ovasca, mit denen sie zusammen 110 Einwohner (Stand 31. Dezember 2023) hat. Massiola liegt mitten im Strona-Tal. Die höchste Erhebung der Gemeinde ist der Cima Scaravini (2119 m über dem Meeresspiegel).
Die Nachbargemeinden sind Anzola d’Ossola und Valstrona.

### Bevölkerungsentwicklung

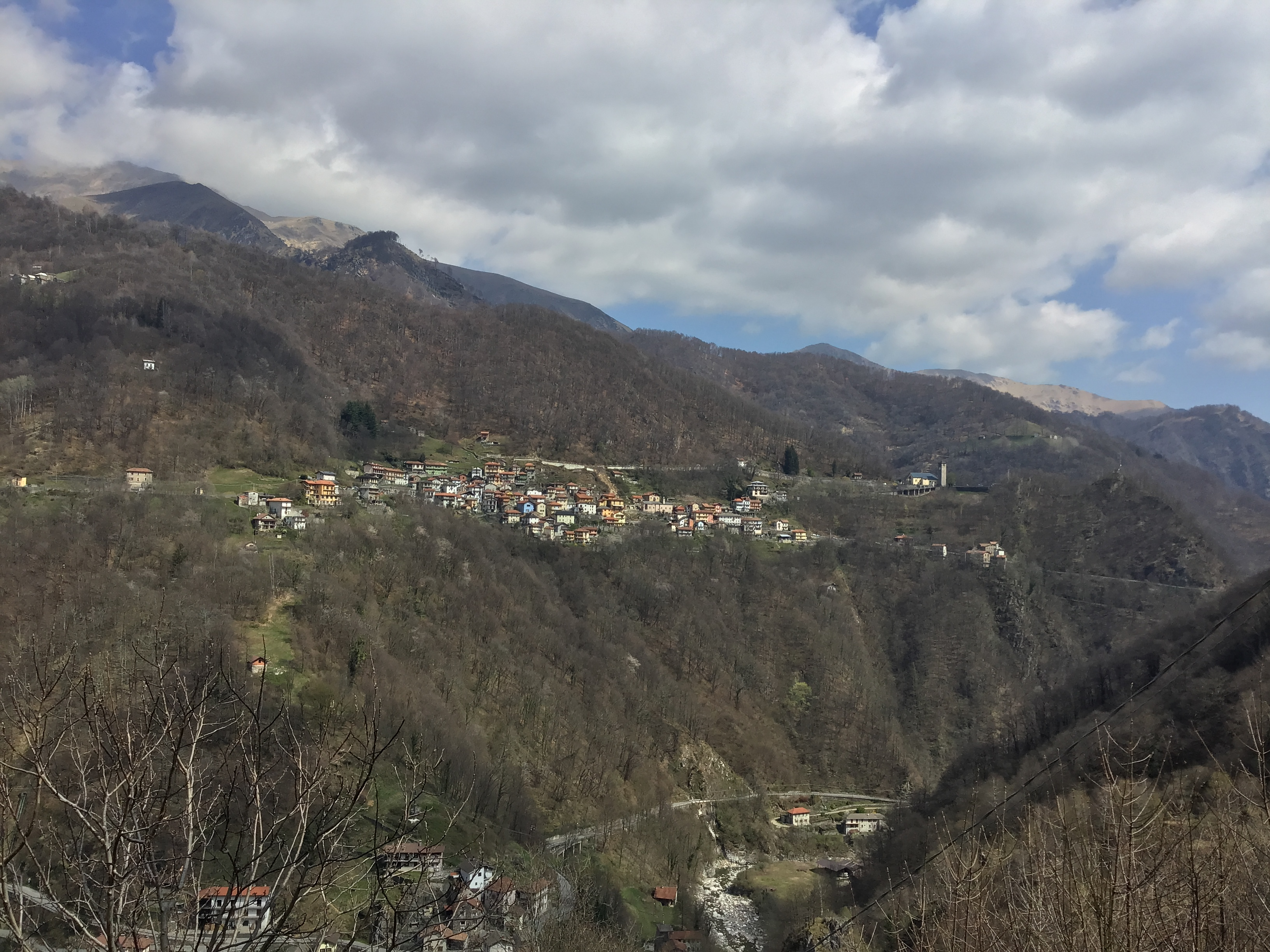
Das Dorf Massiola

## Geschichte

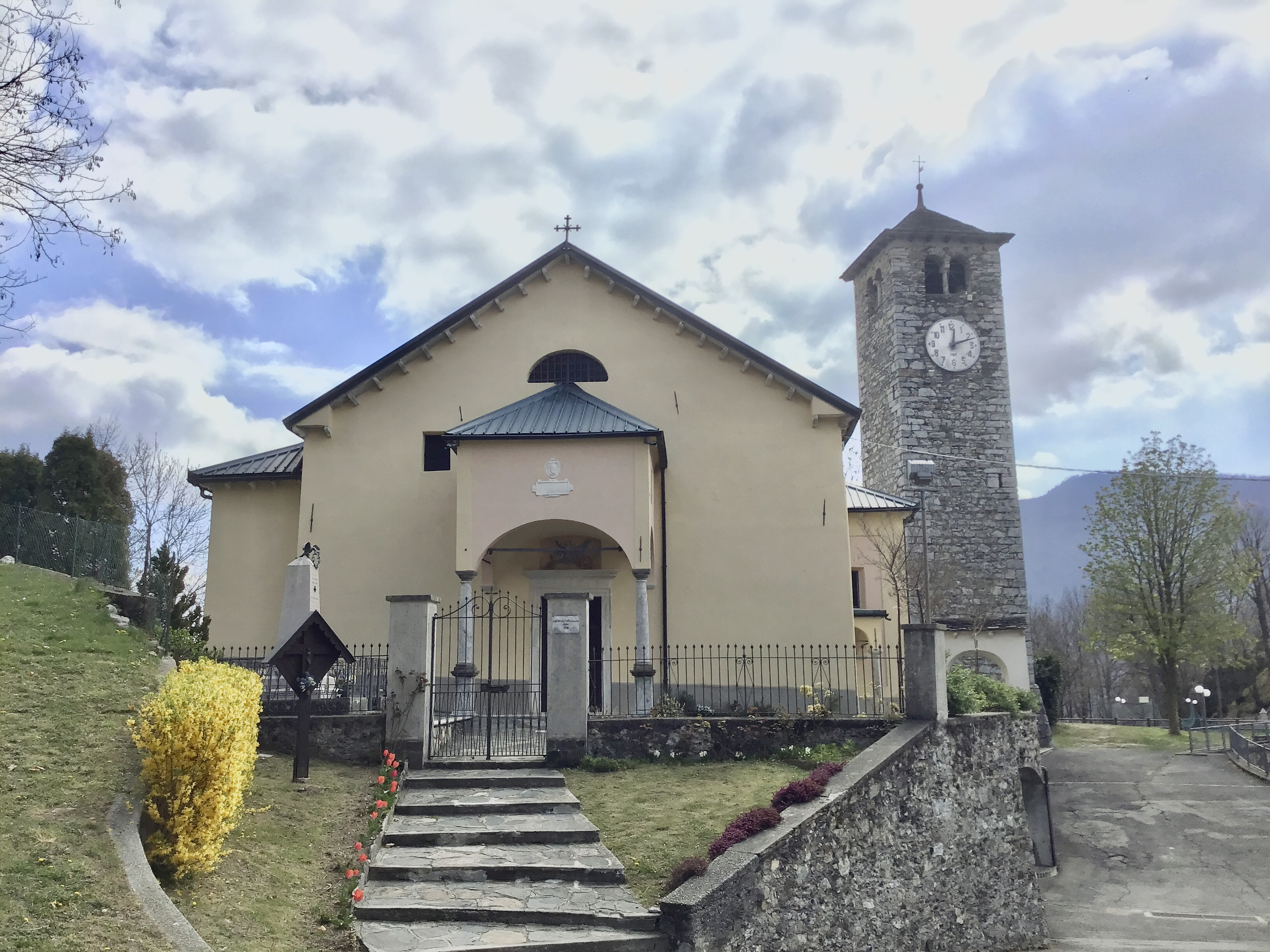
Die Kirche Santa Assunta Maria

Massiola verdankt seinen Namen dem antiken Namen Massigliola, was kleiner Bauernhof bedeutet. 
Im Oktober 2020 wurde die Gemeinde nach einem starken Unwetter, das im gesamten Gebiet wütete, von einem großen Erdrutsch heimgesucht, der die Gemeinde in zwei Teile teilte, die einzige Zufahrtsstraße schwer beschädigte und Massiola für einige Zeit von der Umwelt abschnitt.